# ISO 1000
ISO 1000 là một tiêu chuẩn quốc tế do Tổ chức tiêu chuẩn hóa quốc tế (ISO) tạo ra để miêu tả các đơn vị trong Hệ đo lường quốc tế (SI) và những đơn vị khác.
Tiêu chuẩn ISO 1000: 1992 đã bị rút lại vào năm 2009 cùng với ISO 31 và được thay thế bằng ISO/IEC 80000.